# Afvej (film fra 2023)
|  | Denne artikel er oprettet af botten Steenthbot ud fra en ekstern database. Den kan derfor have sproglige fejl eller mangler. Denne skabelon kan fjernes efter kontrol af indholdet. |

 For alternative betydninger, se Afvej. (Se også artikler, som begynder med Afvej)
Afvej er en dansk kortfilm fra 2023 instrueret af Mathias Østebø Weng.

## Handling
Pusheren Severin skal være fangevogter i et faldefærdigt hus på landet. Det stormer, og huset ligger midt ude i ingenting. Han skal passe på stasheren E, som har mistet stoffer, der tilhører bossen Tommy.
Severin hører E græde og får ondt af ham. Han har i forvejen svært ved at være i miljøet og håndtere den ensomhed, der følger med. I løbet af tre dage danner Severin og E et bånd, da de jo kun har hinanden.
Da Tommy ankommer til huset, og man fornemmer, der skal ske noget med E, har Severin svært ved at gå. Skal han redde E eller komme ud af det kriminelle miljø?
Han ender med at redde E, selvom at det betyder, at han må forlade de mennesker, han holder af.

## Medvirkende
- Sebastian Bull Sarning, Severin
- Lukas Løkken, E
- Oscar Dyekjær Giese, Tommy